# Cancello ed Arnone
Cancello ed Arnone község (comune) Olaszország Campania régiójában, Caserta megyében.

## Fekvése
A megye délkeleti részén fekszik, Nápolytól 35 km-re északnyugatra valamint Caserta városától 25 km-re nyugati irányban. Határai: Carinola, Grazzanise, Casal di Principe, Villa Literno, Castel Volturno és Mondragone.

## Története
Első írásos említése 1114-ből származik. A következő századokban nemesi birtok volt. A 19. században nyerte el önállóságát, amikor a Nápolyi Királyságban felszámolták a feudalizmust.

## Népessége
A népesség számának alakulása:

## Főbb látnivalói
- Maria Santissima delle Grazie-kápolna
- Santa Maria delle Grazie-templom
- Maria Santissima Assunta in Cielo-templom
- Impianto Vinario régészeti lelőhely (római kori leletek)